# Patrick Harte
Patrick Harte (genannt: Paddy, * 26. Juli 1931 in Lifford, County Donegal, Irland; † 8. Januar 2018 ebenda) war ein irischer Politiker der Fine Gael.

## Biografie
Harte war gelernter Metzger. 1953 heiratete er Rosaleen, mit der er neun Kinder, darunter den Politiker Jimmy Harte, hatte.
1961 wurde er in den Dáil Éireann als Teachta Dála für den Wahlkreis Donegal North-East gewählt. Diesen Sitz konnte er bis 1997 verteidigen.
Taoiseach Garret FitzGerald ernannte Harte am 30. Juni 1981 zum Staatsminister für Telekommunikation im Postministerium. Mit dem Regierungswechsel endete dieses Amt bereits am 9. März 1982.
Nach seinem Ausscheiden aus dem Dáil war er in zahlreiche Projekte involviert. Insbesondere engagierte er sich für die Erinnerung an die irischen Opfer des Ersten Weltkrieges. Harte bemühte sich um die Errichtung des Soldatenfriedhofs Island of Ireland Peace Park bei Messines in Belgien, die 1998 abgeschlossen wurde.
2006 wurde er für seine Arbeit mit dem Verdienstkreuz des Order of the British Empire ausgezeichnet. 2007 erhielt er einen Ehrendoktor der Rechte der National University of Ireland.

## Quelle
- Eintrag auf der Homepage des Oireachtas